# Original Dixieland Jass Band

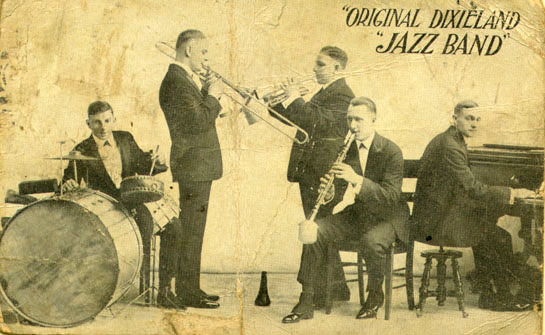
Carte postale de 1918

L’Original Dixieland Jass Band - alias Original Dixieland Jazz Band (à partir de 1918), (ODJB) - est un quintette américain formé de musiciens blancs mené par le cornettiste Nick La Rocca. C'est la première formation à enregistrer, en 1917, un disque de jazz.

## Historique
Originaires de La Nouvelle-Orléans, Nick La Rocca et d'autres anciens musiciens du Papa Jack Laine's Reliance Brass Band s'installent à Chicago en 1916. Là, ils jouent pendant une saison sous le nom du Stein's Dixie Jass Band, du nom du batteur du groupe à l'époque Johnny Hountha Stein, remplacé peu de temps après par Tony Sbarbaro. Ils partent ensuite pour New York où ils trouvent des engagements grâce aux recommandations du chanteur et acteur Al Jolson et commencent à connaître le succès. L'aspect visuel (coulisse du trombone guidée avec le pied...) et les gimmicks pittoresques (bruits de klaxons, imitations de bruits d'animaux...) passent souvent avant la musicalité. Les musiciens se définissent eux-mêmes d'ailleurs comme des untuneful harmonists playing peppery melodies. En janvier 1917, le groupe enregistre le morceau Darktown Strutters' Ball (en) pour le label Columbia mais, l'enregistrement n'étant pas concluant, les titres ne sont pas édités et les matrices détruites. Au début de la même année, le groupe se produit au Resenweber's restaurant de New York.

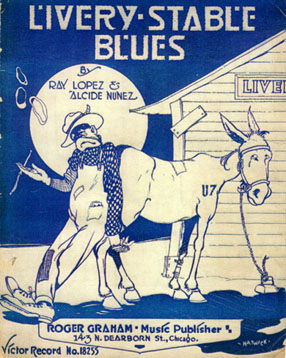
Pochette de l'enregistrement de Livery Stable Blues, 1917 ; les musiciens crédités sont Alcide Nunez et Ray Lopez. L'enregistrement, effectué par l'ODJB, passe pour être le premier enregistrement de jazz. Dessin de Grim Natwick.

Le 26 février 1917, l'Original Dixieland Jass Band entre dans l'histoire du jazz en enregistrant pour le label « Victor Talking Machine Company » ce qui est considéré comme le premier disque de jazz : un 78 tours Livery Stable Blues (en) et Dixieland Jass Band One-Step (en). Lors de cet enregistrement « historique » de 1917 jouent Nick La Rocca (cornet), Larry Shields (clarinette), Eddie Edwards (trombone), Henry Ragas (piano) et Tony Sbarbaro (batterie). Le disque est mis sur le marché le 7 mars 1917. Il connaît un énorme succès, se vendant à plus d'un million d'exemplaires. En août de la même année est enregistré Tiger Rag (en) qui deviendra un standard de jazz. C'est le début d'une éphémère gloire pour l'ODJB, devenu Original Dixieland Jazz Band, qui enregistre pour Aeolian, Columbia (20 titres dont un nouveau tube : Soudan), Victor et Okeh. L'ODJB part pour l'Angleterre où il se produit pendant plusieurs mois (mars 1919-juillet 1920). Henry Ragas étant mort, il est remplacé par J. Russel Robinson (en) au piano ; Eddie Edwards est lui remplacé par Frank Christian. En 1925, Nick La Rocca, à la suite d'une grave dépression nerveuse, dissout l'orchestre.
En 1936, les quatre « survivants » du quintette se retrouvent pour enregistrer quelques titres pour le label Victor sous le nom d'Original Dixieland Five. Le succès n'est pas au rendez-vous. Une seconde tentative pour faire renaître le groupe échoue en 1940. Un ODJB sans La Rocca enregistre quelques titres pour le label Bluebird : ce sera un échec commercial. Dans les années 1940, quelques autres disques seront enregistrés par des formations portant le nom de l'ODJB (mais dont seul le batteur Tony Sbarbaro est issu de la formation d'origine): des V-Discs et quelques faces pour Commodore Records (1945 et 1946).
L'ODJB n'a d'ailleurs pas survécu quand, au début des années 1920, de vrais jazzmen ont commencé à être enregistrés. À l'ODJB revient le mérite d'avoir fait connaître le jazz, d'avoir ouvert la porte des studios à des musiciens plus intéressants et d'avoir éveillé des vocations chez de jeunes instrumentistes des années 1920. Bix Beiderbecke, par exemple, a toujours reconnu avoir été initialement inspiré par Nick La Rocca.

## Musiciens
Outre les cinq membres de l'enregistrement « historique », sont aussi passés par l'orchestre (liste non exhaustive) :
- Bob Casey (en), contrebasse
- Emile Christian, trombone
- Wild Bill Davison (en), trompette
- Eddie Edwards, trombone
- Max Kaminsky (en), trompette
- Benny Krueger (en), saxophone
- Jack Lesberg (en), contrebasse
- Yellow Nunez, clarinette
- Henry Ragas, piano
- J. Russel Robinson (en), piano
- Teddy Roy (en), piano
- Tony Sbarbaro, percussions
- Larry Shields, clarinette

## Au cinéma
L'orchestre apparaît dans le film The Good For Nothing (1917) de Carlyle Blackwell.